# After (2023)
After ist ein französisches Filmdrama von Anthony Lapia, das im Februar 2023 im Rahmen der Internationalen Filmfestspiele Berlin seine Premiere feierte.

## Handlung
Treibender Techno reißt in einem Club in Paris alle mit. Es wird getanzt, Drogen konsumiert und geredet. Félicie wird von ihrer Ex-Freundin angetanzt. Sie wendet sich von dieser ab und geht in einen Nebenraum, wo die Musik leiser ist. Dort trifft sie auf Saïd. Er hat gerade seine Schicht als Fahrer beendet und erzählt ihr von den Gelbwesten-Protesten. Während sich die anderen Partygänger weiter in der Nacht verlieren, schlägt Félicie ihm vor, bei ihr weiterzufeiern.

## Produktion

### Regie, Drehbuch und Filmförderung
Bei After handelt es sich um das Langfilmdebüt von Anthony Lapia, der auch das Drehbuch schrieb. Nach seinem Kunststudium in Paris und Madrid nahm Lapia sein Filmstudium an der Universität Paris VIII auf, wo er zwei kurze Spielfilme realisierte. Im Jahr 2011 wurde er an der Filmhochschule La Fémis angenommen, wo der Kurzfilm Panda mit Solène Rigot and Finnegan Oldfield entstand. After wurde mit 420.000 Euro von Eurimages gefördert.

### Besetzung und Dreharbeiten
In den Hauptrollen spielen die Französin Louise Chevillotte, der Tunesier Majd Mastoura und Natalia Wiszniewska. In weiteren Rollen sind Killian Briot, Olivier Chantreau, Juliette Gharbi, Romain Gillot, Laura Mélinand, Barbara Rollet, Yousra Saidyess und Yuriy Zavalnyouk zu sehen.
Für die Kamera griff Lapia auf Robin Fresson und Raimon Gaffier zurück. Für den Schnitt zeichnete Joran Leroux-Gipouloux, für die Musik Panzer verantwortlich.

### Veröffentlichung
Der Film feierte am 18. Februar 2023 im Rahmen der Internationalen Filmfestspiele Berlin seine Premiere, wo er in der Nebensektion Panorama gezeigt wurde. Anfang Mai 2023 wurde er beim portugiesischen Independentfilmfestival IndieLisboa vorgestellt. Ende Juli 2023 wurde er beim New Horizons International Film Festival gezeigt.

## Auszeichnungen
Bordeaux International Independent Film Festival 2023
- Nominierung im Contrebande Competition[6]

IndieLisboa 2023
- Nominierung im internationalen Wettbewerb für den Großen Preis der Stadt Lisabon (Anthony Lapia)[4]

Internationale Filmfestspiele Berlin 2023
- Nominierung für den Panorama Publikumspreis (Anthony Lapia)

Jeonju Film Festival 2023
- Nominierung für den Grand Prize im International Competition (Anthony Lapia)[7]

New Horizons International Film Festival 2023
- Lobende Erwähnung im Internationalen Wettbewerb[8]

São Paulo International Film Festival 2023
- Nominierung im New Directors Competition (Anthony Lapia)[9]